# Боуз-Лайон, Елизавета
Елизаве́та Ангела Маргарита Бо́уз-Ла́йон (англ. Elizabeth Angela Marguerite Bowes-Lyon; 4 августа 1900 — 30 марта 2002) — супруга британского короля Георга VI, мать королевы Елизаветы II и принцессы Маргарет. В браке Елизавета последовательно носила титулы герцогини Йоркской и королевы-консорта Британской империи; после восшествия дочери на престол для отличия от неё была известна как королева Елизавета, королева-мать (англ. Queen Elizabeth, The Queen Mother).
Елизавета родилась в знатной британской семье и стала известна в 1923 году, когда вышла замуж за принца Альберта, герцога Йоркского, — второго сына короля Георга V и Марии Текской. Супруги и их дочери стали воплощением традиционных представлений о семье и государственной службе. Елизавета провела ряд публичных выступлений и стала известна как «улыбающаяся герцогиня». В 1936 году после отречения короля Эдуарда VIII её супруг неожиданно стал королём. Елизавета приступила к обязанностям королевы-консорта: так, она сопровождала своего мужа во время дипломатического тура во Франции и Северной Америке перед началом Второй мировой войны. Во время войны её неукротимый дух оказывал моральную поддержку британской общественности. В знак признания её роли в качестве защитницы британских интересов Адольф Гитлер называл её «самой опасной женщиной в Европе». После войны состояние здоровья её мужа ухудшилось, и Елизавета овдовела в возрасте 51 года. Её старшая дочь Елизавета стала новой королевой.
После смерти своей свекрови королевы Марии в 1953 году Елизавета стала старшим представителем Британской королевской семьи и заняла позицию матриарха в семье. В свои последние годы королева-мать оставалась неизменно популярна в народе. Она прекратила вести активную общественную жизнь за несколько месяцев до смерти младшей дочери в феврале 2002 года. Сама Елизавета умерла в возрасте 101 года через семь недель после смерти принцессы Маргарет.

## Происхождение и ранние годы
Елизавета родилась 4 августа 1900 года и была младшей из четырёх дочерей и девятым ребёнком из десяти детей в семье Клода Джорджа Боуз-Лайона, лорда Глэмиса, (позднее графа Стратмора и Кингхорна) и Сесилии Нины Кавендиш-Бентинк. Вместе с тем, существовали и другие версии о том, кто был биологической матерью девочки: леди Колин Кэмпбелл утверждала, что Елизавета родилась 3 августа 1900 года и, как и её младший брат Дэвид, была дочерью французской кухарки Боуз-Лайонов Маргариты Родье, ставшей суррогатной матерью, поскольку Сесилия Нина не могла больше рожать, что было не редкостью в аристократических семьях в то время. Эта теория была отвергнута многими королевскими биографами, например, Майклом Торнтоном и Хьюго Викерсом: Викерс ссылался на внешнее сходство Елизаветы и Сесилии Нины, а Торнтон указывал на невозможность доказать версию Кэмпбелл. Также, в 1997 году американская журналистка Китти Келли высказала предположение, что матерью Елизаветы была девушка из Уэльса, работавшая в семейном замке Боуз-Лайонов в Шотландии.
Рождение Елизаветы было зарегистрировано в Хитчине, Хартфордшир, где располагался загородный дом Стратморов; в дальнейшем во время переписи населения 1901 года именно Хитчин указывался местом рождения девочки. Однако реальное место рождения Елизаветы остаётся неясным; считается, что она родилась либо в Вестминстерском особняке родителей, либо в конной карете скорой помощи по дороге в больницу. Другим возможным местом рождения будущей королевы был Форбс-хаус в Хэме, пригороде Лондона, — дом, принадлежавший матери Сесилии Нины Луизе Скотт.
Девочка была крещена в Хитчине 23 сентября 1900 года в местной приходской церкви Всех Святых; среди восприемников были сестра Клода Джорджа Мод и троюродная сестра Сесилии Нины Венеция Джеймс. Имена остальных крёстных родителей неизвестны, поскольку они не были зарегистрированы. Девочка получила имена Елизавета Ангела Маргарита; причина, по которой девочка получила такие средние имена, одно из которых было французским, осталась неизвестной.

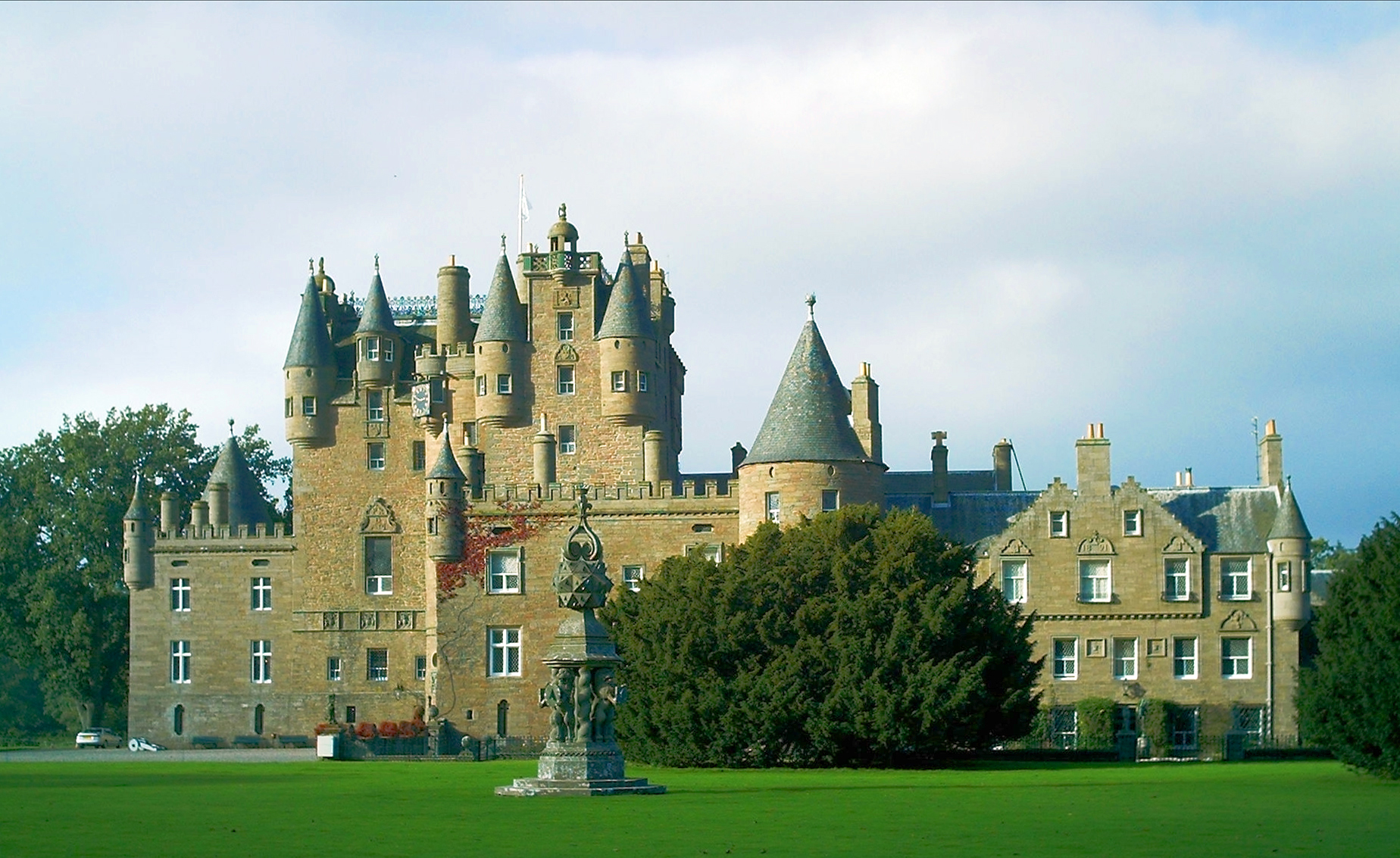
Замок Глэмис, шотландская резиденция графов Стратмора, где прошла часть детства Елизаветы

Детство Елизаветы прошло в замках в Сент-Полс Уолден и Глэмис. До восьми лет она обучалась дома под руководством гувернантки, затем поступила в школу в Лондоне. В детстве Елизавета увлекалась спортом, пони и собаками. После возвращения к частному образованию под руководством немецко-еврейской гувернантки Кете Кюблер Елизавета успешно сдала Оксфордский местный экзамен в возрасте тринадцати лет.
В год четырнадцатилетия Елизаветы Великобритания объявила войну Германии. Четверо братьев Елизаветы служили в армии. Её старший брат Фергюс служил в 8-м батальоне полка Чёрной стражи и был убит в битве при Лоосе в сентябре 1915 года. Другой брат, Майкл, пропал без вести в апреле 1917 года; три недели спустя семья узнала, что он попал в плен после ранения и оставался в лагере для военнопленных вплоть до окончания войны. Во время войны замок Глэмис был превращён в санаторий для раненых; Елизавета была слишком мала, чтобы работать медсестрой, однако она помогала организовывать досуг раненых. Она также сыграла важную роль в организации спасения имущества замка во время серьёзного пожара 16 сентября 1916 года.

## Герцогиня Йоркская

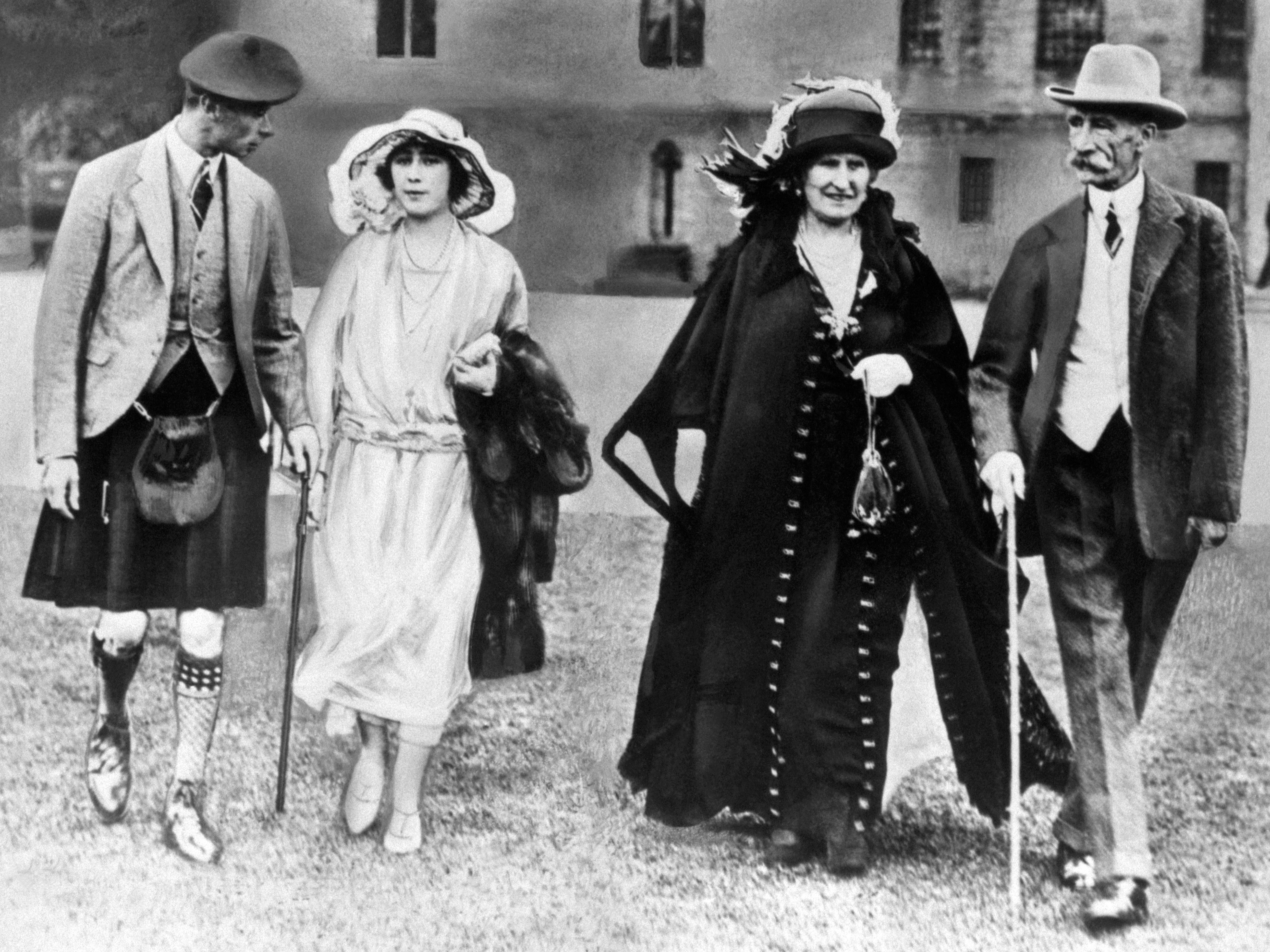
Елизавета с будущим мужем (слева) и родителями, ок. 1922

В 1921 году принц Альберт, герцог Йоркский, второй сын короля Георга V, в семье известный под прозвищем Берти, просил руки Елизаветы, которая была дружна с детьми королевской четы с детства, но она отказала, опасаясь, что строгий придворный этикет не позволит ей «думать, говорить и поступать так, как она чувствует». К тому же, отец девушки всегда испытывал к королевской семье смешанные чувства и не был в восторге от возможного союза с одним из её представителей. Когда Берти заявил матери, что не женится ни на ком другом, королева Мария отправилась в Глэмис, чтобы познакомиться с девушкой, которая завоевала сердце её сына. Она была убеждена, что Елизавета была именно «той девушкой, которая способна сделать Берти счастливым», но вмешиваться в отношения сына и Елизаветы отказалась. В это же время за девушкой ухаживал Джеймс Стюарт, конюший Альберта, однако он также не добился успеха. 28 февраля 1922 года Елизавета была подружкой невесты на свадьбе сестры Альберта принцессы Марии и виконта Ласеллса. В следующем месяце Альберт снова попросил руки Елизаветы, и она вновь отказала.

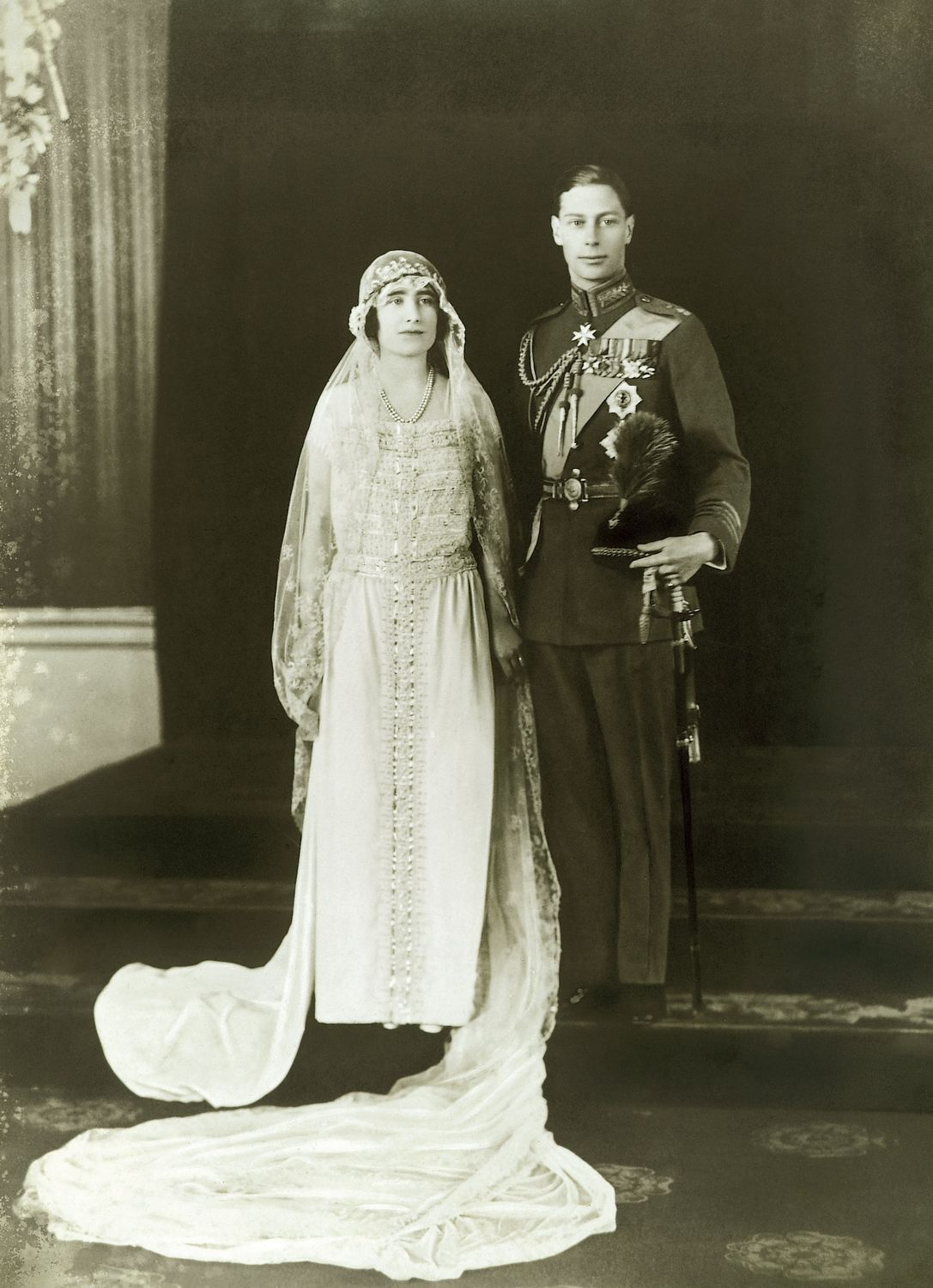
Елизавета и принц Альберт в день свадьбы

Альберт оказался настойчив и, в конце концов, в январе 1923 года Елизавета согласилась выйти за него замуж, несмотря на все опасения, связанные с жизнью королевской семьи. Тот факт, что принц Альберт выбрал в жёны именно Елизавету — дочь пэра, а не члена королевской династии, как это было принято ранее — рассматривался как начало эпохи политической модернизации. Для будущей супруги Альберт выбрал платиновое обручальное кольцо с сапфиром из Кашмира и двумя бриллиантами по бокам от него. По традиции свадьба состоялась в Вестминстерском аббатстве 26 апреля 1923 года. Необычным стало то, что на пути в аббатство Елизавета возложила букет на могилу неизвестного солдата в память о брате Фергюсе; своим поступком Елизавета положила начало традиции, по которой невесты королевской семьи, выходящие замуж в аббатстве, возлагали букет на могилу неизвестного солдата, однако все, за исключением самой Елизаветы, делали это на следующий день после церемонии, когда были сделаны все официальные свадебные фотографии. После свадьбы Елизавета стала именоваться «Её Королевское высочество герцогиня Йоркская». После свадебного завтрака в Букингемском дворце, приготовленного королевским шеф-поваром Габриэлем Чуми, молодожёны отправились на медовый месяц в Полсден Лейси, усадьбу в графстве Суррей, принадлежащую Маргарет Гревиль, а затем отправились в Шотландию, где Елизавета «неромантично» заболела коклюшем.
В июле 1924 года супруги успешно совершили поездку в Северную Ирландию. После этой поездки лейбористское правительство согласилось с тем, что Альберт и Елизавета могут совершить тур по Восточной Африке с декабря 1924 по апрель 1925 года. В ноябре лейбористы потерпели поражение от консерваторов на всеобщих выборах (Елизавета охарактеризовала в письме к матери это поражение как «удивительное»); три недели спустя в Судане был убит генерал-губернатор Ли Стэк. Несмотря на это, было решено выполнить план по туру, исключив из него только Египет из-за политической напряжённости: в конечном итоге, Йорки посетили Аден, Кению, Уганду и Судан.
Альберт страдал заиканием, которое повлияло на его способность выступать на публике, и с октября 1925 года Елизавета помогала ему с терапией, разработанной Лайонелом Логом. В 1926 году у пары родился их первый ребёнок — принцесса Елизавета, в семье известная под прозвищем «Лилибет», которая впоследствии взошла на престол под именем Елизаветы II; ещё одна дочь — Маргарет Роуз — появилась на свет четыре года спустя. В 1927 году герцог и герцогиня Йоркские совершили визит в Австралию, где открыли парламент в Канберре. Затем супруги побывали на Ямайке и в нескольких других доминионах. Хотя путешествие было весьма успешным, сама Елизавета говорила, что «очень несчастна из-за того, что вынуждена оставить ребёнка [Лилибет]», за которую очень беспокоилась, из-за чего порывалась вернуться в Великобританию раньше времени. На Фиджи Елизавета очаровала публику, когда пожимая руки в длинной череде приветствующих лиц, пожала лапу бродячей собаке. В Новой Зеландии герцогиня слегла с простудой и пропустила несколько мероприятий, однако ей удалось насладиться местной рыбалкой в заливе Бей-оф-Айлендс в сопровождении профессионального рыбака — австралийца Гарри Андреаса. Домой супруги возвращались через Маврикий, Суэцкий канал, Мальту и Гибралтар; в пути на их корабле HMS Renown случился пожар, который был потушен до того, как герцогскую чету успели эвакуировать.

### При Эдуарде VIII
20 января 1936 года умер король Георг V, и новым королём стал брат Альберта Эдуард VIII. Георг V недолюбливал старшего сына из-за его экстравагантного поведения с женщинами и говорил: «Я молю Бога, чтобы мой старший сын никогда не женился и чтобы ничто не встало между Берти и Лилибет и троном».
Взойдя на престол, Эдуард начал настаивать на браке с дважды разведённой американкой Уоллис Симпсон, которая долгое время была его любовницей. Однако против этого брака выступали многие политики, члены королевской семьи и народ: королевские министры и семья короля считали, что происхождение и поведение Уоллис Симпсон не подходят для королевы; в обществе о Симпсон циркулировали различные слухи и инсинуации, а мать короля, вдовствующая королева Мария, часто говорила, что Симпсон могла установить сексуальный контроль над Эдуардом, избавив его «от сексуальной дисфункции благодаря практике, изученной [ею] в китайском борделе». Он также противоречил законам церкви Англии, главой которой был монарх: англиканская церковь не позволяла разведённым венчаться в церкви, пока их прежний супруг (супруга) пребывали в числе живых (оба прежних мужа Уоллис были живы); кроме того, первый развод Симпсон состоялся на основании «эмоциональной несовместимости», не был признан английской церковью и, в случае оспаривания в английских судах, не мог быть признан английскими законами. В то время церковь и английские законы признавали в качестве оснований для развода только супружескую измену. Следовательно, согласно этому аргументу её второй (и третий) браки рассматривались как двоемужие и считались недействительными.
После длительных переговоров министры пришли к выводу, что брак короля с Симпсон невозможен, о чём был оповещён Эдуард VIII; будучи конституционным монархом, король был вынужден подчиниться совету министров, однако вместо того, чтобы отказаться от брака с Симпсон, Эдуард решил отречься от трона в пользу брата Альберта, который взошёл на престол под именем Георга VI 11 декабря 1936 года.

## Королева
Елизавета была коронована вместе с мужем в Вестминстерском аббатстве 12 мая 1937 года — в день, когда должна была состояться коронация Эдуарда. Специально для Елизаветы была изготовлена корона из платины, которую традиционно венчал знаменитый алмаз Кохинур. После отречения Эдуард получил титул герцога Виндзорского и женился на Уоллис; хотя Симпсон стала герцогиней, а её супруг имел право именоваться «Его Королевское высочество», сама она такой привилегии не получила по воле Георга, которого в этом вопросе горячо поддерживала супруга. Как ранее, так и в дальнейшей жизни Елизавета никогда не называла Уоллис по имени, а только «эта женщина»; сама Симпсон называла королеву «кухаркой» (а её дочерей «кухаркиными детьми») из-за предполагаемого сходства Елизаветы с толстой шотландской кухаркой; существует и другая версия появления прозвища: леди Колин Кэмпбелл объясняла его слухами о том, что Елизавета была дочерью французской кухарки Маргариты Родье и Клода Джорджа Боуз-Лайона. Долгие годы считалось, что Елизавета была озлоблена по отношению к Уоллис, однако близкие друзья королевы опровергли это: так, герцог Графтон писал, что королева «никогда не говорила гадостей о герцогине Виндзорской, кроме того, что [однажды сказала, что] она действительно не понимает, с чем имеет дело».

### Государственные визиты и королевский тур

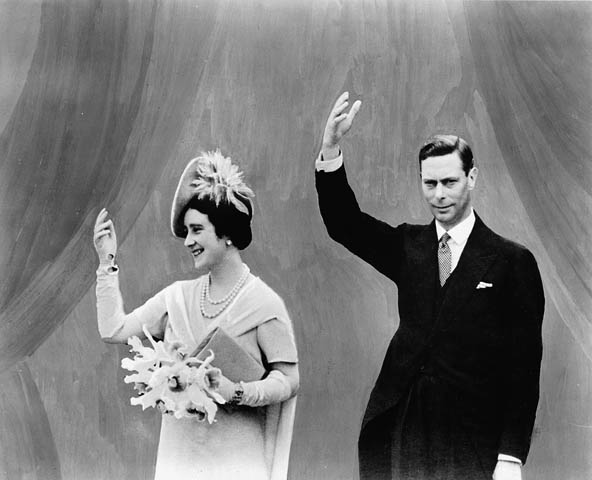
Елизавета и Георг в Канаде во время тура 1939 года

Летом 1938 года королевская чета совершила государственный визит во Францию, который начался на три недели позднее, чем было запланировано, из-за смерти матери Елизаветы. Во время визита королева была одета во всё белое в знак траура по матери. Поездка во Францию была призвана поддержать англо-французскую солидарность перед лицом агрессии со стороны нацистской Германии. Французская пресса высоко оценила манеру поведения и очарование королевской четы.
Агрессия со стороны Третьего рейха только нарастала, и правительство стало готовиться к войне. После подписания Мюнхенского соглашения в 1938 году, призванного не допустить возникновения вооружённых конфликтов, британский премьер-министр Невилл Чемберлен был приглашён на балкон Букингемского дворца, чтобы вместе с королём и королевой получить одобрение народа. В то время, как политика умиротворения Чемберлена в отношении Гитлера была популярна среди широкой общественности, она вызывала споры в оппозиционных кругах; это привело к тому, что историк Джон Григг назвал политику Чемберлена, который ассоциировался с королём, как «самый неконституционный акт британского монарха в нынешнем веке». Однако другие историки утверждали, что король лишь следовал совету министров, к чему его принуждала конституция.
В июне 1939 года королевская чета совершила тур по Канаде от побережья до побережья и обратно, и посетила Соединённые Штаты, проведя время с президентом Рузвельтом в Белом доме и его поместье в долине Гудзона. Супруга Рузвельта Элеонора говорила, что Елизавета «идеально подходила на роль королевы милостивой и образованной, она говорила правильные вещи и была добра, но немного застенчива». Тур в Канаду и США был проведён для укрепления трансатлантических связей на случай войны и подтверждения статуса Канады как независимого королевства с общим для неё и Великобритании монархом. Как гласит одна часто рассказываемая история, во время одной из первых встреч королевской четы с народом в Канаде, ветеран второй англо-бурской войны спросил Елизавету: «Вы шотландка или англичанка?», на что королева ответила: «Я канадка!» Королевскую чету принимали с большим энтузиазмом как в Канаде, так и в Соединённых Штатах, что в значительной степени рассеивало любое остаточное ощущение, что Георг и Елизавета были не самой лучшей заменой Эдуарду VIII. Елизавета сказала канадскому премьер-министру Уильяму Лайону Маккензи Кингу: «тур сделал нас»; сама королева неоднократно возвращалась в Канаду как с официальными визитами, так и в частном порядке.

### Вторая мировая война

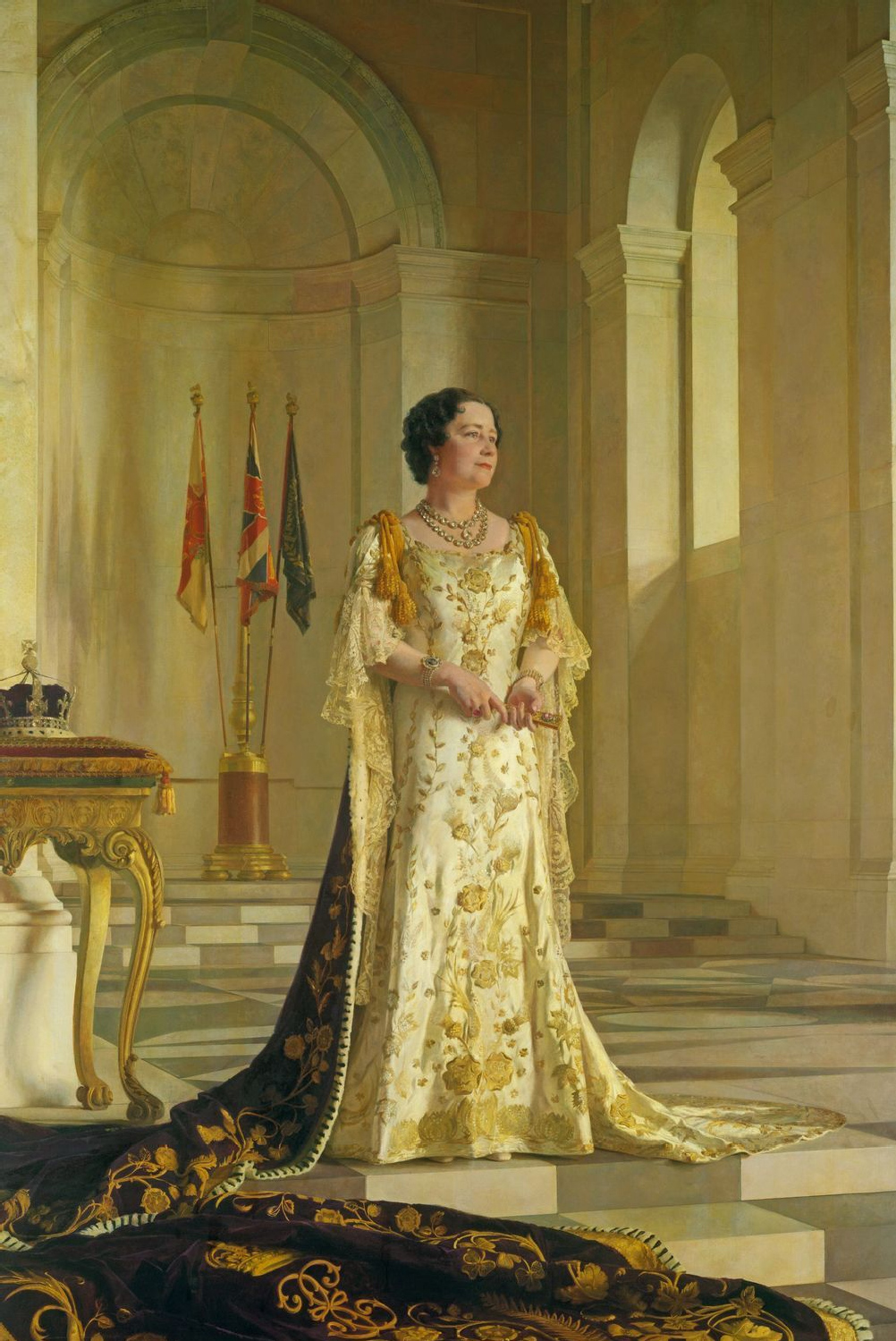
Портрет Елизаветы, написанный в период между 1938 и 1945 годами сэром Келли, Джеральд

Во время Второй мировой войны королевская чета стала символом борьбы с фашизмом. Вскоре после объявления войны была задумана идея создания Королевской книги Красного Креста — книги, в которой были напечатаны работы пятидесяти писателей и художников, и обложку которой украшало изображение королевы работы Сесила Битона; книга была отпечатана исключительно на средства королевы, а деньги от её продажи пошли в копилку Красного Креста. Когда кабинет министров посоветовал королеве покинуть Лондон или хотя бы отправить детей в Канаду, Елизавета решительно отказалась, заявив: «Дети не хотят ехать без меня. Я не желаю оставлять короля. Король никогда не оставит Лондон».
Во время войны Елизавета навещала войска, больницы, фабрики и те части страны, которые бомбили люфтваффе; в частности, она несколько раз посетила Ист-Энд близ доков. В те времена в Ист-Энде в основном проживали бедняки, и первые визиты королевы вызвали негодование в народе: в неё бросались отходами и глумились из-за того, что Елизавета носила дорогую одежду, которая служила символом того, как далека королевская семья от людей и без того бедных, а теперь ещё и терпящих лишения войны. Позднее королева объяснила, что если кто-то из народа придёт к ней, он наденет лучшие одежды — к этому же стремится и она сама; Норман Хартнел, королевский портной, одевал Елизавету в нежных тонах и избегал чёрного, чтобы представить её нации как «радужную надежду». Когда в разгар бомбардировок осенью 1940 года несколько снарядов упали на территорию Букингемского дворца, королева сказала: «Я рада, что нас бомбят. Это заставляет меня думать, что теперь я смогу смотреть жителям Ист-Энда в лицо». Это заявление королевы, найденное много позднее в дневниках или письмах и впервые опубликованное в 1950-х годах, заставило народ думать, что королевская семья — такие же «простые люди».
В 1940 году она также выступала в поддержку женщин по радио, акцентируя внимание на национальной общности интересов и важности роли матери и жены во время войны: «Многим из вас ваша семейная жизнь кажется рухнувшей: ваши мужья выполняют свой долг, ваши дети эвакуированы для их безопасности… Король и я знаем, что значит быть разлучёнными с детьми, и мы сочувствуем вам». Позднее, начиная с 1943 года, королева регулярно встречалась с женщинами и выступала с патриотическими речами, предваряемыми какими-либо особыми случаями или особенными посланиями.
Хотя Георг и Елизавета проводили рабочий день в Букингемском дворце, ради безопасности и по семейным обстоятельствам ночевали они вместе с дочерьми всегда в Виндзорском замке примерно в 20 милях (32 км) к западу от центрального Лондона. Большинство служащих дворца ушло в армию, поэтому многие комнаты были закрыты; кроме того, большинство окон было заколочено, поскольку стёкла были выбиты взрывной волной. Во время странной войны из-за опасений неизбежного вторжения Елизавету обучили стрельбе из револьвера.
Адольф Гитлер считал популярность британской королевы опасной для немецких интересов и потому называл её «самой опасной женщиной в Европе». Однако до этой войны Елизавета, как и её муж, горячо поддерживала политику умиротворения Чемберлена, полагая, что после опыта Первой мировой войны новую войну следует избегать любой ценой. После отставки Чемберлена было сформировано правительство под руководством Уинстона Черчилля; хотя первоначально король относился с опаской к мотивам и характеру Черчилля, а королева была равнодушна к нему, позднее оба они стали уважать премьер-министра, и по окончании войны Уинстон получил право приветствовать народ с балкона Букингемского дворца вместе с королевской четой.

### Послевоенные годы
На выборах 1945 года консервативная партия Черчилля потерпела разгромное поражение от лейбористов во главе с Клементом Эттли. О политических взглядах и предпочтениях Елизаветы известно мало, однако в письме от 1947 года она называет Эттли «большой надеждой на создание социалистического рая на земле»; вместе с тем, она пишет в том письме о людях, голосовавших за Эттли, как о «бедных людях, малообразованных и ошеломлённых». Британский политик и писатель Вудро Уайатт, который был близок к королеве, считал её «бо́льшим консерватором», нежели других членов королевской семьи, однако сама Елизавета позднее говорила ему, что «любит старую добрую лейбористскую партию». Кроме того, Елизавета говорила герцогине Графтон, что «любит коммунистов».

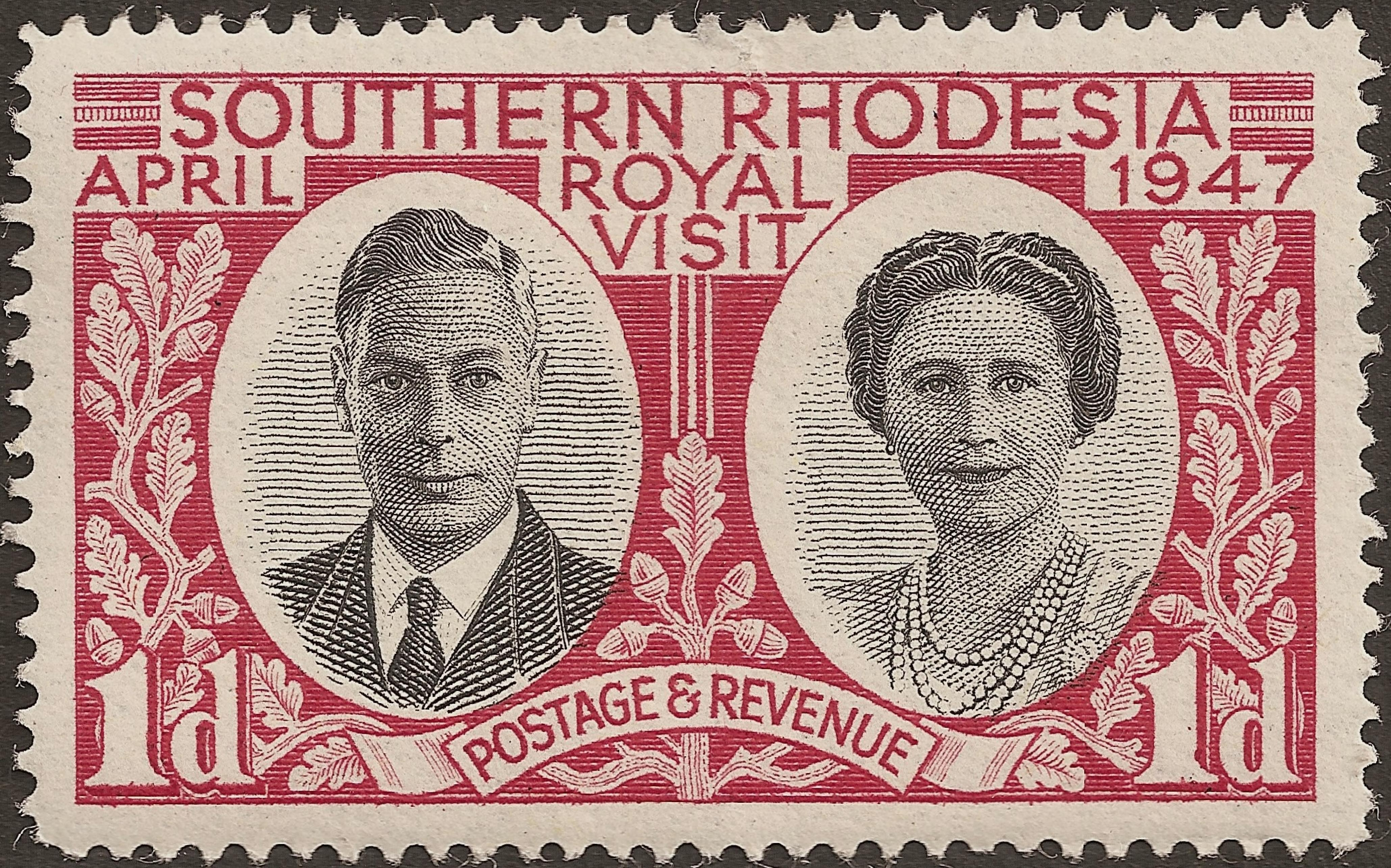
Почтовая марка Южной Родезии с изображением королевской четы, выпущенная в честь их визита в Южную Африку в 1947 году

Во время королевского тура 1947 года по Южной Африке спокойное поведение Елизаветы было нарушено из-за исключительности случая: она поднялась из королевской машины, чтобы ударить поклонника своим зонтиком, потому что она ошибочно приняла его энтузиазм за враждебность. Королевский тур по Австралии и Новой Зеландии в 1948 году был отложен из-за ухудшения здоровья короля. В марте 1949 года Георг успешно перенёс операцию по улучшению кровообращения в правой ноге. Летом 1951 года королева Елизавета и её дочери взяли на себя выполнение королевских обязанностей. В сентябре королю был диагностирован рак лёгких. После удаления лёгкого Георг VI, казалось, пошёл на поправку, но отправиться в тур по Австралии и Новой Зеландии он не смог; вместо королевской четы в январе 1952 года в поездку было решено отправить наследницу престола и её мужа — принцессу Елизавету и Филиппа, герцога Эдинбургского. Король Георг VI скончался во сне 6 февраля 1952 года, когда принцесса Елизавета и герцог Эдинбургский находились в Кении по пути в южное полушарие; в Лондон старшая дочь Елизаветы вернулась уже королевой.

## Королева-мать

### Вдовство
После смерти супруга Елизавета стала именоваться «Её величество королева Елизавета, королева-мать», поскольку обычное именование вдовствующей королевы — «королева Елизавета» — для вдовы Георга VI не подходило в силу того, что царствующая королева именовалась так же. В народе вдовствующая королева стала известна как «королева-мать» или «королева-мама». Смерть мужа опустошила Елизавету, и она решила на некоторое время удалиться в Шотландию, однако после встречи с премьер-министром Уинстоном Черчиллем королева-мать вернулась в Лондон и возобновила исполнение государственных обязанностей; в конечном итоге, Елизавета в качестве королевы-матери оказалась так же занята, как и когда была супругой короля. В июле 1953 года она совершила свой первый заграничный визит после похорон мужа: вместе с принцессой Маргарет Елизавета посетила Федерацию Родезии и Ньясаленда; здесь королева-мать заложила первый камень Университетского колледжа Родезии и Ньясаленда. По возвращении в этот регион в 1957 году Елизавета была назначена президентом колледжа и участвовала в официальных мероприятиях, задумывавшихся как многорасовые. Во время поездки дочери-королевы по странам Содружества в 1953—1954 годах Елизавета выступила в роли государственного советника и присматривала за внуками Чарльзом и Анной.

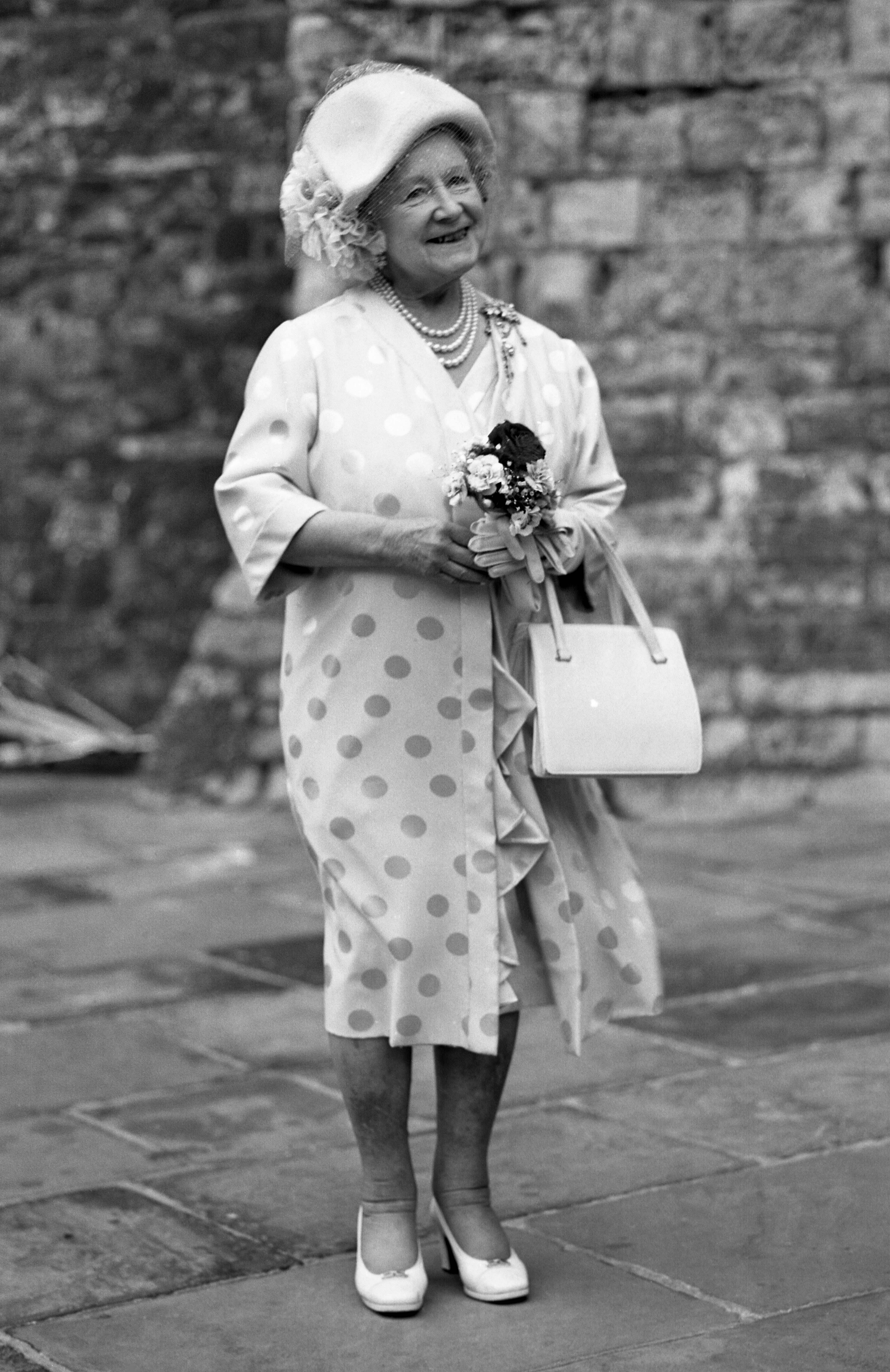
Королева-мать в Дуврском замке

11 ноября 1963 г. Елизавета присутствовала на выступлении The Beatles, известном тем, что Джон Леннон предложил слушавшим группу богатым поклонникам «потрясти своими драгоценностями» вместо аплодисментов. Королева отреагировала на шутку смехом и после концерта тепло пообщалась с музыкантами.

### Столетняя королева
Королева-мать прославилась своим долголетием. Её 90-летие праздновали парадом 27 июня; участвовало около 300 организаций, покровителем которых она была. В 1995 году она присутствовала на памятных мероприятиях по случаю окончания войны пятьдесят лет назад. Королева-мать перенесла две операции: одна в связи с катарактой левого глаза, другая — имплантация левого тазобедренного сустава в 1998 году, после того, как она во время визита в конюшни Сандрингема поскользнулась и упала. Её 100-летний юбилей был пышно отмечен: состоялся парад, её изображение появилось на монете в 20 фунтов стерлингов, она присутствовала на обеде в Гилдхолле c Джорджем Кэри, архиепископом Кентерберийским.
В ноябре 2000 года королева-мать сломала ключицу при падении, в декабре 2001 года — сломала таз, но несмотря на это она стояла на гимне во время поминальной службы по мужу 6 февраля следующего года. Три дня спустя умерла её вторая дочь — принцесса Маргарет. 13 февраля 2002 года королева-мать упала и сломала руку, однако поехала на похороны Маргарет в часовню Святого Георгия.

## Смерть

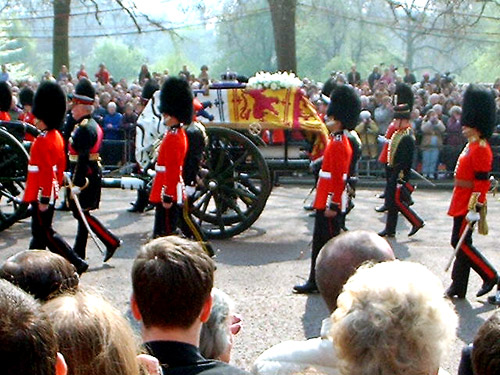
Похороны королевы Елизаветы, королевы-матери

30 марта 2002 года в 15:15 по Гринвичу королева-мать скончалась во сне в Роял-Лодж, Большой Виндзорский парк, в присутствии царственной дочери. В течение последних четырёх месяцев жизни вдовствующая королева Елизавета страдала от простуды. Елизавета скончалась в возрасте 101 года и 238 дней и на момент смерти была самым долгоживущим членом британской королевской семьи в истории; рекорд королевы-матери был превзойдён её невесткой Алисой Монтегю-Дуглас-Скотт, герцогиней Глостерской, скончавшейся в возрасте 102 лет 29 октября 2004 года.
Поскольку Елизавета любила камелии и выращивала их во всех своих садах, до того, как покрытый флагом гроб с телом королевы-матери был доставлен из Виндзора и выставлен для прощания в Вестминстер-холле, он был увенчан букетом из камелий, выращенных в собственном саду Елизаветы. По примерным подсчётам, проститься с королевой-матерью за три дня пришло около двухсот тысяч человек. Катафалк с телом Елизаветы по углам сопровождали представители Дворцовой кавалерии и других родов войск. Во время прощания четверо внуков Елизаветы — Чарльз, принц Уэльский, Эндрю, герцог Йоркский, Эдвард, граф Уэссекский, и виконт Линли — провели двадцатиминутное бдение принцев в знак уважения к покойной; такое же бдение было проведено и при прощании со свёкром Елизаветы — королём Георгом V.
В день похорон Елизаветы, 9 апреля 2002 года, генерал-губернатор Канады Адриенна Кларксон издала прокламацию, в которой просила канадцев почтить память королевы-матери в этот день. В Австралии генерал-губернатор Питер Холлингуорт зачитал речь на поминальной службе, состоявшейся в кафедральном соборе Святого Андрея в Сиднее.
В день похорон в Лондоне более миллиона человек заполнили район, прилегающий к Вестминстерскому аббатству, и 23 мили (37 км) на протяжении маршрута похоронной процессии от центра Лондона до места последнего упокоения королевы-матери в часовне Святого Георгия в Виндзорском замке, где ранее были похоронены супруг и младшая дочь Елизаветы. По желанию покойной похоронный венок, лежавший на крышке гроба Елизаветы, был возложен на могилу неизвестного солдата, повторяя жест, который сама королева-мать сделала в день своей свадьбы за 79 лет до того.

## Общественное восприятие
Несмотря на то, что королева-мать считалась одним из самых популярных членов королевской семьи, которые помогли стабилизировать популярность монархии в целом, Елизавета подвергалась критике в течение своей жизни.
Некоторые утверждали, что Елизавета использовала расистские оскорбления для чёрных людей. Вудро Уайатт, наоборот, записал в своём дневнике, что, когда он выразил мнение, что чёрные не имеют ничего общего с «ними», она сказала ему: «Я очень заинтересована в содружестве, они все, как мы». Однако она не доверяла немцам и сказала Вудро Уайатту: «Никогда не доверяйте им».
В 1987 году она была подвергнута критике, когда выяснилось, что две её племянницы, Кэтрин Боуз-Лайон и Нерисса Боуз-Лайон, содержались в психиатрической больнице.
За особые заслуги в организации помощи Сталинграду в период Второй мировой войны в 2000 году Королеве-матери Великобритании Елизавете Виндзорской было присвоено звание «Почетный гражданин города-героя Волгограда».

## Память

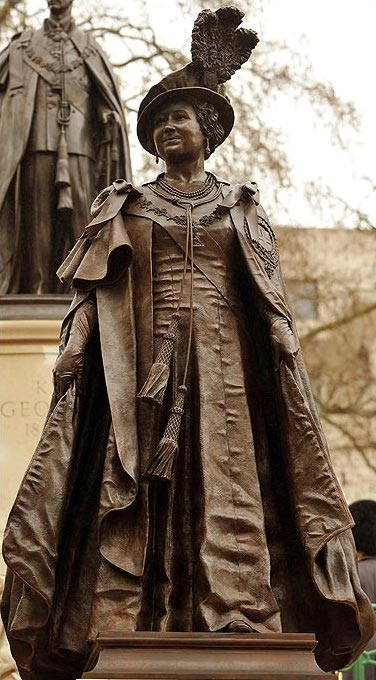
Бронзовая статуя Королевы Елизаветы в Лондоне.

Сэр Хью Кассон сказал, что королева-мать была подобна «волне, разбивающейся о скалы, потому что несмотря на свою красоту, душевность и очарование, её основными чертами были твердость и упорство… когда волна ударяется об утес, она разлетается великолепными брызгами сверкающих на солнце капель и пены, и все же подо всем этим скрывается очень прочный, жесткий камень, сплав из твердых принципов, личной храбрости и чувства долга».
Хорошо известны её сухие остроты. Узнав, что Эдвина Маунтбеттен была похоронена в море, она сказала: «Милая Эдвина, она всегда любила производить всплеск» (англ. Dear Edwina, she always liked to make a splash).
В сатирической телепередаче 1980-х годов «Spitting Image» часто пародировались её привычки, а сама она изображалась с акцентом брумми. В кино её играли такие актрисы, как Джульетта Обри, Сильвия Симс и Хелена Бонэм Картер (фильм «Король говорит!»), которая была номинирована на премию «Оскар» за лучшую женскую роль второго плана, и получила премию BAFTA в этой же номинации.
В Торонто установлены бюсты Елизаветы и Георга.

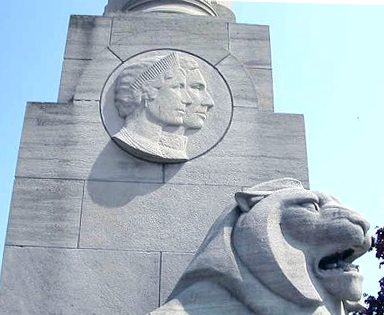
Барельеф королевы Елизаветы и короля Георга VI на памятнике в Торонто.

В честь Елизаветы был назван лайнер «RMS Queen Elizabeth». Она участвовала в церемонии спуска корабля на воду 27 сентября 1938 года в городе Клайдбанк, Шотландия.
Статуя королевы Елизаветы, скульптура работы Филиппа Джексона на Мемориале Георга VI, в Лондоне, была открыта 24 февраля 2009 года.
В марте 2011 были опубликованы сведения о музыкальных пристрастиях королевы и о её коллекции музыки, хранящейся в замке Мей. Музыкальные вкусы королевы оказались довольно эклектичными, в её коллекции можно найти ска, фолк, шотландские рилы, мюзиклы «Король и я» и «Оклахома!», записи исполнителя американского йодля Монтаны Слима, аудиозаписи Ноэля Кауарда, комика Тони Хэнкока и The Goons Show.

## Титулование, генеалогия и герб

### Титулование
- 4 августа 1900 — 16 февраля 1904: достопочтенная Елизавета Боуз-Лайон
- 16 февраля 1904 — 26 апреля 1923: леди Елизавета Боуз-Лайон
- 26 апреля 1923 — 11 декабря 1936: Её Королевское высочество герцогиня Йоркская
- 11 декабря 1936 — 6 февраля 1952: Её Величество королева Великобритании
  - 11 декабря 1936 — 22 июня 1948[1]: Её Императорское величество императрица Индии
- 6 февраля 1952 — 30 марта 2002: Её Величество королева Елизавета, Королева-мать

### Герб

Герб Елизаветы, полученный ею в 1936 году

Щитодержатели: на зелёной лужайке, процветшей на одной ветке Розой Тюдоров, Трилистником и Чертополохом, справа золотой, вооружённый червленью и коронованный короной Британской империи леопард [восстающий смотрящий впрямь лев]; слева восстающий красный (низ) с золотом (верх) вооружённый червленью и золотом леопард.
Щит, увенчанный короной британской империи, окружён лентой ордена Подвязки (в лазоревом поле золотая надпись Honi soit qui mal y pense [Пусть стыдится подумавший плохо об этом]) и объединяет британский королевский герб и герб отца Елизаветы графа Стратмора. Справа британский королевский герб; щит четверочастный: в первой и четвёртой частях — в червлёном поле три золотых вооружённых лазурью леопарда (идущих льва настороже), один над другим [Англия]; во второй части — в золотом поле червлёный, вооружённый лазурью лев, окружённый двойной процветшей и противопроцветшей внутренней каймой [Шотландия]; в третьей части — в лазоревом поле золотая с серебряными струнами арфа [Ирландия]). Слева герб графа Стратмора; щит четверочастный: в первой и четвёртой частях — в серебряном поле лазоревый вооружённый червленью лев, окружённый двойной процветшей и противопроцветшей внутренней каймой [Лайоны]; во второй и третьей частях — в горностаевом поле три охотничьих лука [Боузы].

## Потомство

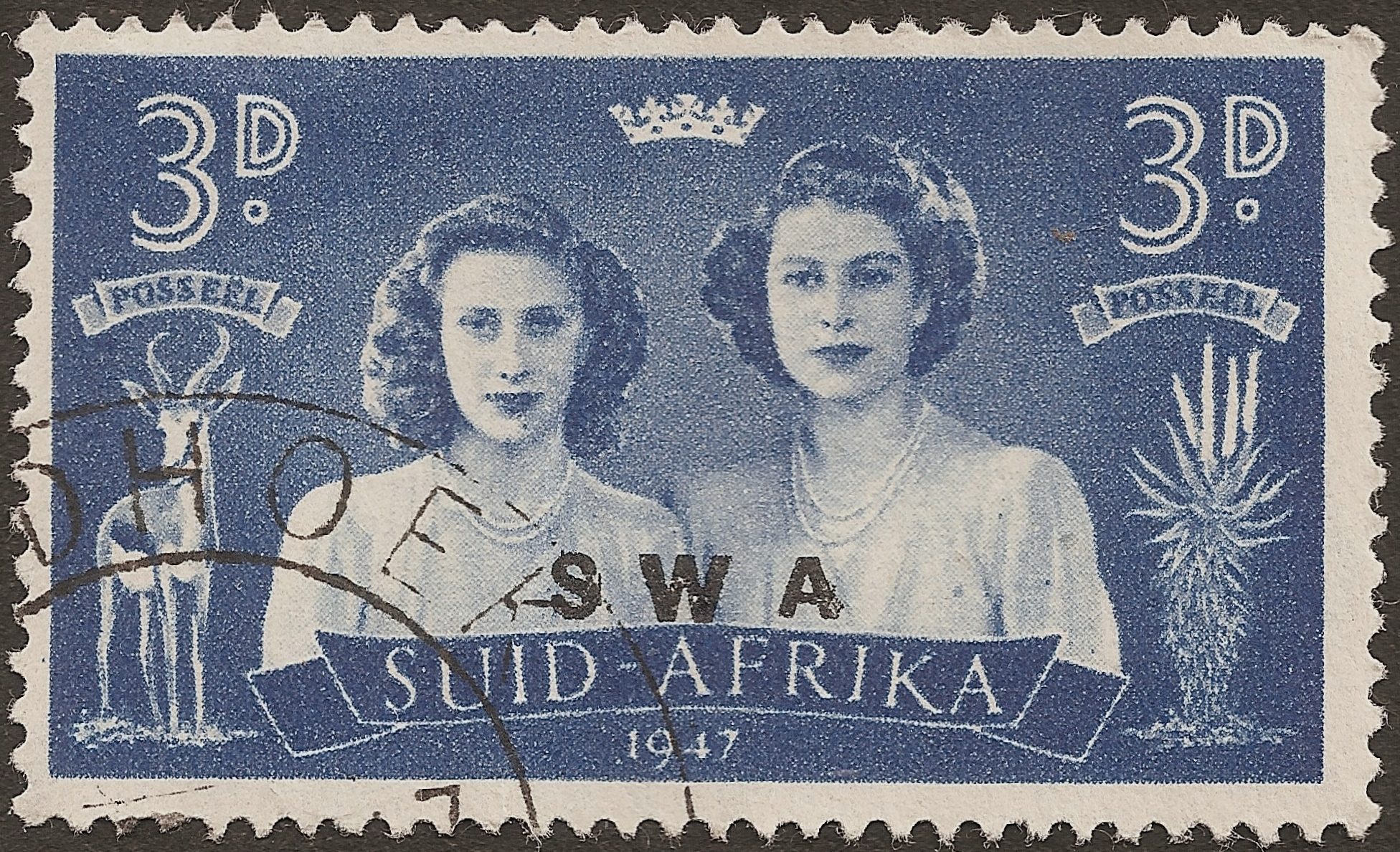
Почтовая марка Южной Африки с изображением принцесс Елизаветы и Маргарет, 1947 год

У Елизаветы и Георга VI родились две дочери:
- Елизавета Александра Мария (21 апреля 1926 — 8 сентября 2022) — королева Великобритании. Была замужем (1947—2021) за Филиппом, герцогом Эдинбургским, сыном Андрея, принца Греческого и Датского, и Алисы Баттенберг, правнучки королевы Виктории[116]. У Елизаветы и Филиппа было трое сыновей и дочь.
- Маргарет Роуз (21 августа 1930 — 9 февраля 2002) — с 1960 по 1978 год была замужем за Энтони Армстронг-Джонсом, которому в 1961 году были дарованы титулы графа Сноудона и виконта Линли. В браке с Энтони у Маргарет родилось двое детей: Дэвид и Сара.

## Киновоплощения
- Сильвия Симс — «Королева» (Великобритания, США, Франция, 2006)
- Хелена Бонэм Картер — «Король говорит!» (Великобритания, Австралия, 2010)
- Натали Дормер — «МЫ. Верим в любовь»
- Оливия Колман — «Гайд-Парк на Гудзоне» (Великобритания, 2012)
- Виктория Хэмилтон (1-2 сезоны), Мэрион Бэйли[англ.] (3-4 сезоны) и Марсия Уоррен (5-6 сезоны) — «Корона» (США, Великобритания, 2016)

## Комментарии
1. ↑  Сама Елизавета использовала дефисное написание фамилии, в то время как остальные Боуз-Лайоны предпочитали бездефисное написание[3].
2. ↑  В частности, этот эпизод обыгрывается в фильме 2010 года «Король говорит!»
3. ↑  Гардероб королевы был перешит в течение двух недель после смерти её матери под руководством дизайнера и королевского портного Нормана Хартнела[англ.][51].
4. ↑  В частности, королева Елизавета II рассказала эту историю 7 октября 2002 года в отеле Фейрмонт в Ванкувере[64].
5. ↑  англ. to make a splash — «производить фурор», «вызывать сенсацию», дословно переводится как «произвести всплеск»